# Magnolia decidua
Magnolia decidua là một loài thực vật có hoa trong họ Magnoliaceae. Loài này được (Q.Y.Zheng) V.S.Kumar mô tả khoa học đầu tiên năm 2006.